# Lazar Marković
Lazar Marković (in serbo Лазар Марковић?; Čačak, 2 marzo 1994) è un calciatore serbo, centrocampista o ala svincolato.

## Biografia
Ha un fratello maggiore, Filip, anch'esso calciatore professionista, con cui ha condiviso i trascorsi giovanili al Partizan Belgrado e al Benfica.

## Caratteristiche tecniche
In possesso di una notevole velocita - a cui abbina ottime doti tecniche, che gli consentono di saltare con facilità il diretto avversario, creando superiorità numerica - trova la sua collocazione ideale lungo la fascia destra, pur essendo in grado di giocare su entrambe le fasce.
Elegante nel controllo di palla, la capacità di leggere il gioco, unita a visione di gioco e precisione nel servire i compagni con passaggi filtranti, ne consentono l'utilizzo anche da trequartista a supporto della manovra.
Nel 2012 è stato inserito nella lista dei migliori calciatori nati dopo il 1991 stilata da Don Balón.

## Carriera

### Club
Muove i suoi primi passi nelle giovanili del Borac Čačak, prima di passare - avallato dal tesseramento del fratello Filip da parte dei serbi - al Partizan all'età di 12 anni. Esordisce in prima squadra il 29 maggio 2011 contro lo Sloboda Užice, sostituendo Kizito al 27' della ripresa.

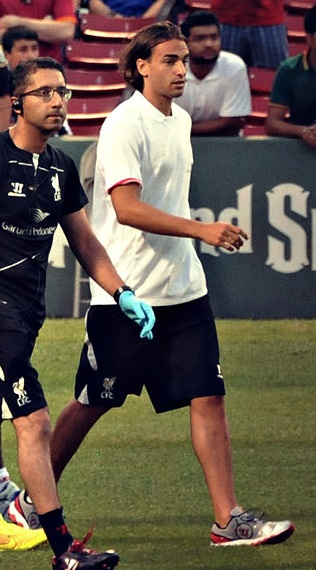
Markovic durante la sua permanenza a Liverpool.

Il 13 luglio 2011 esordisce in Champions League contro lo Škendija - incontro valido per l'accesso alla fase a gironi della competizione - subentrando all'87' al posto di Marko Šćepović. Alla luce delle ottime prestazioni fornite con il Partizan, il 10 giugno 2013 lascia la società serba - con cui ha vinto tre titoli nazionali - accasandosi al Benfica per cinque stagioni in cambio di 9 milioni di euro.
Esordisce nel campionato portoghese il 25 agosto contro il Gil Vicente, subentrando nella ripresa al posto di Salvio e segnando una delle due reti che consentono alla squadra di vincere l'incontro. Titolare sotto la guida di Jorge Jesus - che lo impiega a sinistra nel suo 4-3-3 - a fine stagione viene inserito nella squadra della stagione di Europa League.
Il 15 luglio 2014 passa al Liverpool in cambio di 25 milioni di euro. Esordisce in Premier League il 25 agosto contro il Manchester City, sostituendo Coutinho al 60'. Il 9 dicembre rimedia un'espulsione contro il Basilea, per aver dato una manata a Behrang Safari, ricevendo una squalifica di quattro giornate per condotta violenta. Complice la presenza in rosa di Coutinho, Lallana e Sterling e i vari cambi di modulo adottati da Brendan Rodgers - che lo impiega in posizioni non a lui consone - non riesce a ritagliarsi uno spazio da titolare.
Messo fuori rosa da Rodgers, il 29 agosto 2015 passa in prestito al Fenerbahçe, in Turchia. Dopo aver disputato un discreto girone di andata, nella seconda metà di campionato viene bloccato da persistenti problemi fisici, che ne limitano l'impiego per larghi tratti della stagione.
Il 31 agosto 2016 passa in prestito allo Sporting Lisbona allenato da Jorge Jesus, che lo aveva allenato al Benfica. Lontano da una condizione fisica ottimale - dovuta ai vari infortuni patiti in Turchia - a gennaio viene messo ai margini della rosa dal tecnico lusitano; torna quindi in Inghilterra, passando in prestito all'Hull City. Al termine della stagione, culminata con la retrocessione dei Tigers, fa ritorno al Liverpool.
Il 31 gennaio 2018, dopo sei mesi senza alcuna presenza con i Reds, viene ceduto fino al termine della stagione all'Anderlecht.
Al termine del prestito rientra al Liverpool con cui inizia la stagione 2018-2019, scendendo in campo soltanto 2 volte con la formazione Under 21. Il 31 gennaio 2019 scade il contratto che lo legava ai Reds ed il giorno seguente, il 1º febbraio 2019, si lega al Fulham fino al termine della stagione giocando tuttavia una sola partita.
In estate torna al Partizan con cui in tre anni segna solo 16 gol in campionato. Nel luglio del 2022 torna in Turchia firmando con il Gaziantep.
Dopo due anni passati in Turchia con le maglie di Gaziantep e Trabzonspor, nel luglio del 2024 firma un contratto con la squadra degli Emirati Arabi Uniti del Baniyas.

### Nazionale
Dopo aver disputato vari incontri a livello giovanile, il 24 febbraio 2012 viene convocato dal CT Radovan Ćurčić in vista degli impegni contro Armenia e Cipro. Esordisce quindi con la selezione serba - non ancora maggiorenne - quattro giorni dopo contro l'Armenia da titolare, lasciando il terreno di gioco a 20' dal termine al posto di Milan Jovanović. Il 14 novembre segna la sua prima rete in nazionale contro il Cile.

## Statistiche

### Presenze e reti nei club
Statistiche aggiornate al 24 maggio 2025.
| Stagione         | Squadra          | Campionato       | Campionato | Campionato | Coppe nazionali | Coppe nazionali | Coppe nazionali | Coppe continentali | Coppe continentali | Coppe continentali | Altre coppe | Altre coppe | Altre coppe | Totale | Totale |
| Stagione         | Squadra          | Comp             | Pres       | Reti       | Comp            | Pres            | Reti            | Comp               | Pres               | Reti               | Comp        | Pres        | Reti        | Pres   | Reti   |
| ---------------- | ---------------- | ---------------- | ---------- | ---------- | --------------- | --------------- | --------------- | ------------------ | ------------------ | ------------------ | ----------- | ----------- | ----------- | ------ | ------ |
| 2010-2011        | Partizan         | SL               | 1          | 0          | CS              | 0               | 0               | UCL                | 0                  | 0                  | -           | -           | -           | 1      | 0      |
| 2011-2012        | Partizan         | SL               | 26         | 6          | CS              | 3               | 1               | UCL+UEL            | 2+2                | 0                  | -           | -           | -           | 33     | 7      |
| 2012-2013        | Partizan         | SL               | 19         | 7          | CS              | 0               | 0               | UCL+UEL            | 4+8                | 0                  | -           | -           | -           | 31     | 7      |
| 2013-2014        | Benfica          | PL               | 26         | 5          | CP+CdL          | 6+4             | 1+0             | UCL+UEL            | 5+8                | 0+1                | -           | -           | -           | 49     | 7      |
| 2014-2015        | Liverpool        | PL               | 19         | 2          | FACup+CdL       | 6+5             | 0+1             | UCL+UEL            | 4+0                | 0                  | -           | -           | -           | 34     | 3      |
| 2015-2016        | Fenerbahçe       | SL               | 14         | 0          | TK              | 5               | 1               | UEL                | 2                  | 1                  | -           | -           | -           | 21     | 2      |
| 2016-gen. 2017   | Sporting Lisbona | PL               | 6          | 1          | CP+CdL          | 1+2             | 1+0             | UCL                | 5                  | 0                  | -           | -           | -           | 14     | 2      |
| gen.-giu. 2017   | Hull City        | PL               | 12         | 2          | FACup+CdL       | 1+1             | 0               | -                  | -                  | -                  | -           | -           | -           | 14     | 2      |
| 2017-gen. 2018   | Liverpool        | PL               | -          | -          | FACup+CdL       | -               | -               | UCL                | -                  | -                  | -           | -           | -           | 0      | 0      |
| gen.-giu. 2018   | Anderlecht       | D1               | 1+7        | 0+1        | CB              | -               | -               | UCL                | -                  | -                  | SB          | -           | -           | 8      | 1      |
| 2018-gen. 2019   | Liverpool        | PL               | -          | -          | FACup+CdL       | -               | -               | UCL                | -                  | -                  | -           | -           | -           | 0      | 0      |
| Totale Liverpool | Totale Liverpool | Totale Liverpool | 19         | 2          |                 | 11              | 1               |                    | 4                  | 0                  |             | -           | -           | 34     | 3      |
| gen.-giu. 2019   | Fulham           | PL               | 1          | 0          | FACup+CdL       | -               | -               | -                  | -                  | -                  | -           | -           | -           | 1      | 0      |
| 2019-2020        | Partizan         | SL               | 10         | 5          | CS              | 5               | 0               | UEL                | 2                  | 0                  | -           | -           | -           | 17     | 5      |
| 2020-2021        | Partizan         | SL               | 27         | 11         | CS              | 4               | 0               | UEL                | 2                  | 0                  | -           | -           | -           | 33     | 11     |
| 2021-2022        | Partizan         | SL               | 21         | 0          | CS              | 4               | 1               | UECL               | 14                 | 3                  | -           | -           | -           | 39     | 4      |
| Totale Partizan  | Totale Partizan  | Totale Partizan  | 104        | 29         |                 | 16              | 2               |                    | 36                 | 3                  |             | -           | -           | 154    | 34     |
| 2022-feb. 2023   | Gaziantep        | SL               | 19         | 4          | TK              | 3               | 1               | -                  | -                  | -                  | -           | -           | -           | 22     | 5      |
| feb.-giu. 2023   | Trabzonspor      | SL               | 8          | 1          | TK              | 1               | 0               | -                  | -                  | -                  | -           | -           | -           | 9      | 1      |
| 2023-2024        | Gaziantep        | SL               | 30         | 3          | TK              | 4               | 1               | -                  | -                  | -                  | -           | -           | -           | 34     | 4      |
| Totale Gaziantep | Totale Gaziantep | Totale Gaziantep | 57         | 8          |                 | 8               | 2               |                    | -                  | -                  |             | -           | -           | 65     | 10     |
| 2024-2025        | Baniyas          | SPL              | 25         | 4          | CEAU+CdL        | 2+4             | 0+3             | -                  | -                  | -                  | -           | -           | -           | 31     | 7      |
| Totale carriera  | Totale carriera  | Totale carriera  | 252        | 50         |                 | 56              | 8               |                    | 58                 | 5                  |             | -           | -           | 366    | 63     |

### Cronologia presenze e reti in nazionale
| Cronologia completa delle presenze e delle reti in nazionale ― Serbia | Cronologia completa delle presenze e delle reti in nazionale ― Serbia | Cronologia completa delle presenze e delle reti in nazionale ― Serbia | Cronologia completa delle presenze e delle reti in nazionale ― Serbia | Cronologia completa delle presenze e delle reti in nazionale ― Serbia | Cronologia completa delle presenze e delle reti in nazionale ― Serbia | Cronologia completa delle presenze e delle reti in nazionale ― Serbia | Cronologia completa delle presenze e delle reti in nazionale ― Serbia |
| Data                                                                  | Città                                                                 | In casa                                                               | Risultato                                                             | Ospiti                                                                | Competizione                                                          | Reti                                                                  | Note                                                                  |
| --------------------------------------------------------------------- | --------------------------------------------------------------------- | --------------------------------------------------------------------- | --------------------------------------------------------------------- | --------------------------------------------------------------------- | --------------------------------------------------------------------- | --------------------------------------------------------------------- | --------------------------------------------------------------------- |
| 28-2-2012                                                             | Limassol                                                              | Serbia                                                                | 2 – 0                                                                 | Armenia                                                               | Amichevole                                                            | -                                                                     | 70’                                                                   |
| 15-8-2012                                                             | Belgrado                                                              | Serbia                                                                | 0 – 0                                                                 | Irlanda                                                               | Amichevole                                                            | -                                                                     | 46’                                                                   |
| 11-9-2012                                                             | Belgrado                                                              | Serbia                                                                | 6 – 1                                                                 | Galles                                                                | Qual. Mondiali 2014                                                   | -                                                                     |                                                                       |
| 12-10-2012                                                            | Belgrado                                                              | Serbia                                                                | 0 – 3                                                                 | Belgio                                                                | Qual. Mondiali 2014                                                   | -                                                                     |                                                                       |
| 16-10-2012                                                            | Skopje                                                                | Macedonia                                                             | 1 – 0                                                                 | Serbia                                                                | Qual. Mondiali 2014                                                   | -                                                                     | 43’ 74’                                                               |
| 14-11-2012                                                            | San Gallo                                                             | Cile                                                                  | 1 – 3                                                                 | Serbia                                                                | Amichevole                                                            | 1                                                                     |                                                                       |
| 7-6-2013                                                              | Bruxelles                                                             | Belgio                                                                | 2 – 1                                                                 | Serbia                                                                | Qual. Mondiali 2014                                                   | -                                                                     |                                                                       |
| 6-9-2013                                                              | Belgrado                                                              | Serbia                                                                | 1 – 1                                                                 | Croazia                                                               | Qual. Mondiali 2014                                                   | -                                                                     | 78’                                                                   |
| 10-9-2013                                                             | Cardiff                                                               | Galles                                                                | 0 – 3                                                                 | Serbia                                                                | Qual. Mondiali 2014                                                   | 1                                                                     |                                                                       |
| 5-3-2014                                                              | Dublino                                                               | Irlanda                                                               | 1 – 2                                                                 | Serbia                                                                | Amichevole                                                            | -                                                                     | 75’                                                                   |
| 26-5-2014                                                             | Harrison                                                              | Serbia                                                                | 2 – 1                                                                 | Giamaica                                                              | Amichevole                                                            | -                                                                     | 60’                                                                   |
| 31-5-2014                                                             | Bridgeview                                                            | Panama                                                                | 1 – 1                                                                 | Serbia                                                                | Amichevole                                                            | -                                                                     | 78’                                                                   |
| 6-6-2014                                                              | San Paolo                                                             | Brasile                                                               | 1 – 0                                                                 | Serbia                                                                | Amichevole                                                            | -                                                                     | 81’                                                                   |
| 7-9-2014                                                              | Belgrado                                                              | Serbia                                                                | 1 – 1                                                                 | Francia                                                               | Amichevole                                                            | -                                                                     | 80’                                                                   |
| 11-10-2014                                                            | Erevan                                                                | Armenia                                                               | 1 – 1                                                                 | Serbia                                                                | Qual. Euro 2016                                                       | -                                                                     | 26’                                                                   |
| 14-11-2014                                                            | Belgrado                                                              | Serbia                                                                | 1 – 3                                                                 | Danimarca                                                             | Qual. Euro 2016                                                       | -                                                                     | 71’                                                                   |
| 18-11-2014                                                            | La Canea                                                              | Grecia                                                                | 0 – 2                                                                 | Serbia                                                                | Amichevole                                                            | -                                                                     | 66’                                                                   |
| 29-3-2015                                                             | Lisbona                                                               | Portogallo                                                            | 2 – 1                                                                 | Serbia                                                                | Qual. Euro 2016                                                       | -                                                                     | 65’                                                                   |
| 7-6-2015                                                              | Sankt Pölten                                                          | Serbia                                                                | 4 – 1                                                                 | Azerbaigian                                                           | Amichevole                                                            | 1                                                                     | 55’                                                                   |
| 13-6-2015                                                             | Copenaghen                                                            | Danimarca                                                             | 2 – 0                                                                 | Serbia                                                                | Qual. Euro 2016                                                       | -                                                                     |                                                                       |
| 7-9-2015                                                              | Bordeaux                                                              | Francia                                                               | 2 – 1                                                                 | Serbia                                                                | Amichevole                                                            | -                                                                     | 58’                                                                   |
| 15-11-2016                                                            | Charkiv                                                               | Ucraina                                                               | 2 – 0                                                                 | Serbia                                                                | Amichevole                                                            | -                                                                     | 46’                                                                   |
| Totale                                                                |                                                                       | Presenze                                                              | 22                                                                    |                                                                       | Reti                                                                  | 3                                                                     |                                                                       |

## Palmarès

### Club

#### Competizioni nazionali
- Campionato serbo: 3

Partizan: 2010-2011, 2011-2012, 2012-2013
- Coppa di Lega portoghese: 1

Benfica: 2013-2014
- Campionato portoghese: 1

Benfica: 2013-2014
- Coppa del Portogallo: 1

Benfica: 2013-2014

### Individuale
- Squadra della stagione della UEFA Europa League: 1

2013-2014